# Andrea Caverzan
Andrea Caverzan (Montebelluna, 24 settembre 1968) è un allenatore di calcio ed ex calciatore italiano, di ruolo centrocampista.

## Caratteristiche tecniche
La sua specialità principale erano i calci di punizione.

## Carriera

### Giocatore

#### Club
Cresciuto nel Montebelluna nel 1986-1987 approda all'Udinese in Serie A dove gioca tre partite. Viene ceduto alla Juventus, con i bianconeri disputa due partite in Coppa Italia nella stagione 1987-1988. 
Nella sua carriera ha giocato anche per Venezia, Barletta, Casale, Licata, Treviso, Monopoli, San Donà, Ternana, Cittadella, Arezzo, Padova, Spezia. Chiude la sua carriera nel 2005 al Fo.Ce. Vara, a 37 anni.

#### Nazionale
Con la Nazionale italiana partecipò al Campionato mondiale di calcio Under-17 del 1985 e al Campionato mondiale di calcio Under-20 1987.

### Allenatore
Nella stagione 2013-2014 allena l'Imperia, in Eccellenza; l'anno seguente siede sulla panchina dell'Albenga, in Promozione. Il 29 maggio 2018 viene ufficializzato il suo ingaggio sulla panchina del Finale Ligure, appena retrocesso dalla Serie D. Il 6 gennaio 2019 vince la Coppa Italia Dilettanti Liguria battendo il Rapallo per 2-0, mentre il 1º marzo, a seguito di un calo di risultati della squadra, rassegna le proprie dimissioni. Nella stagione 2021/2022 è il responsabile tecnico del settore giovanile dell'Albenga 1928

## Palmarès

### Club

#### Competizioni nazionali
- Coppa Italia Dilettanti: 1

Treviso: 1992-1993
- Serie C2: 1

Ternana: 1996-1997